# ヴァル・ディ・スーザ
ヴァル・ディ・スーザ（イタリア語: Val di Susa, フランス語: Val de Suse, オック語: Val d'Ors）は、イタリア北部のピエモンテ州にある谷。北のグライエアルプス山脈、南のコティエンヌアルプス山脈 (Cottian Alps) の間に位置する。イタリアでは最も長い谷であり、東西に約50km、フランス国境からトリノ郊外まで続く。谷にある都市スーザに由来するこの谷には、ポー川支流のドーラ・リパーリア川が流れている。
谷には、トリノからフレジュス道路トンネル (Fréjus Road Tunnel) もしくはモン・スニ峠を越えてフランスのシャンベリを結ぶ自動車道路が走っている。また、モンジュネーブル峠 (Col de Montgenèvre) を越えてブリアンソン（フランス）に至る道路がある。

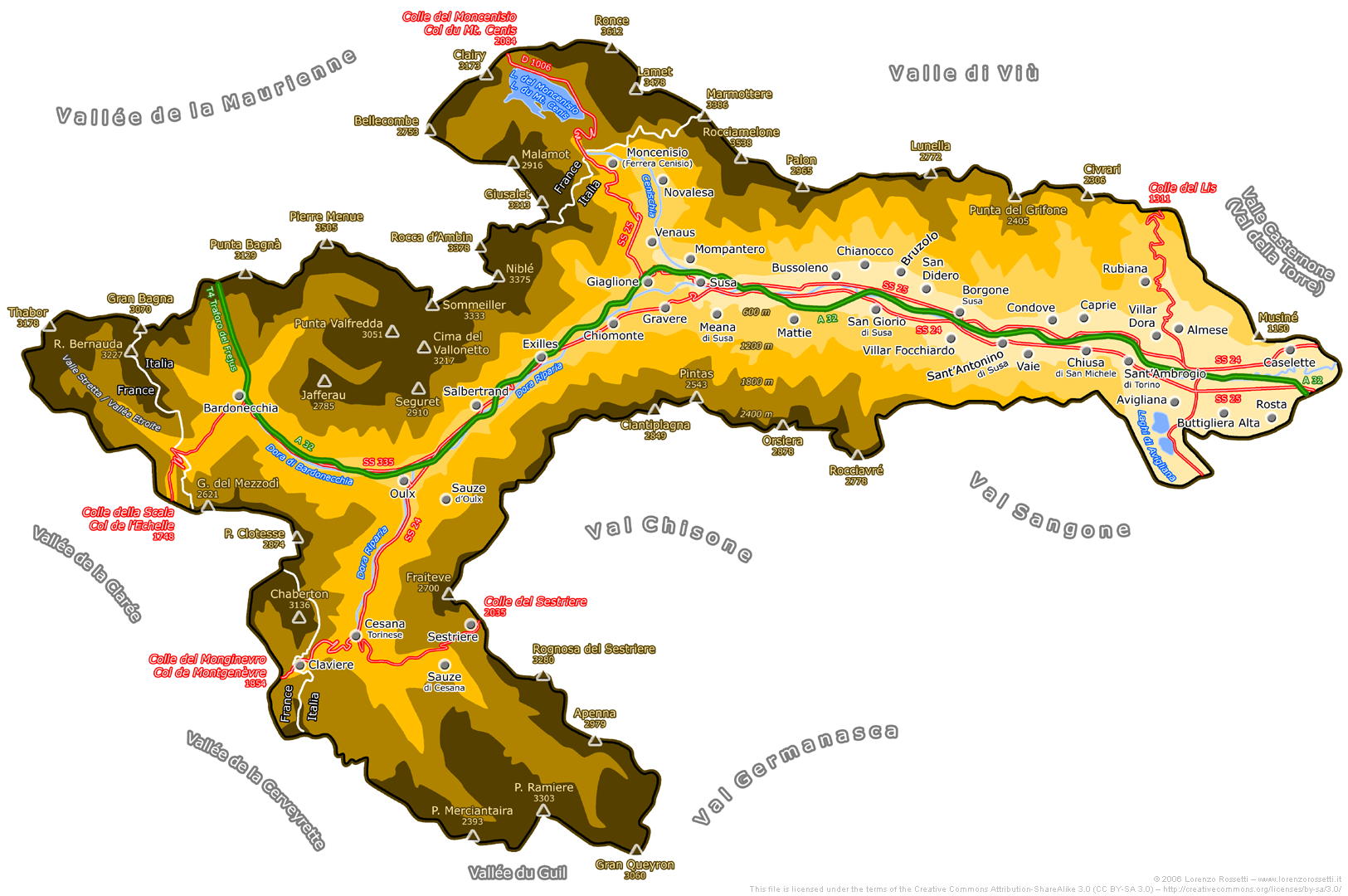
ヴァル・ディ・スーザ地図。白線は伊仏国境線。

## 歴史

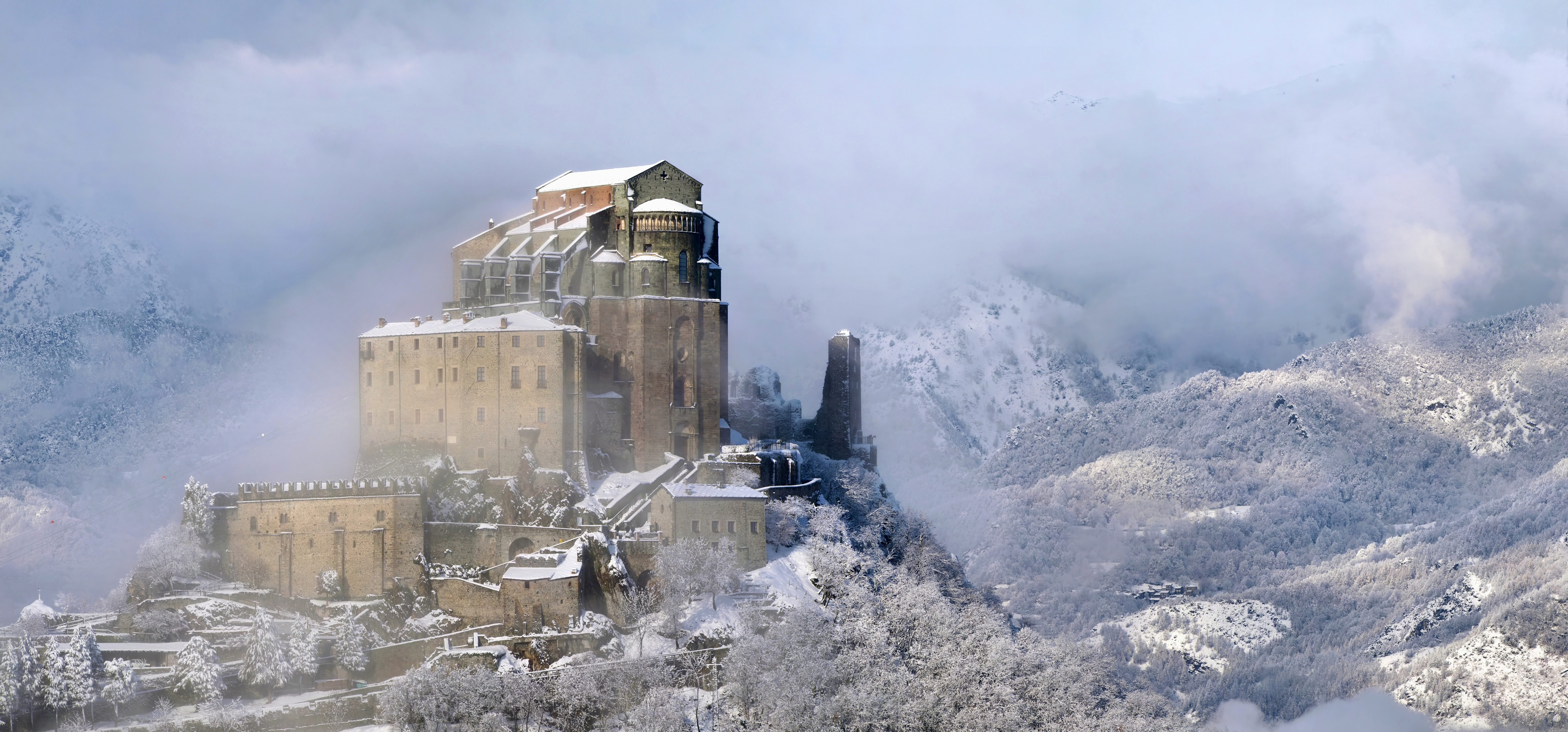
Sacra di San Michele修道院

ローマ時代、アウグストゥスは Cottii Regnum の Segusini と同盟を結び、谷を通ってモンジュネーブル峠を越える街道を建設して、イタリアとフランスとを結び付けた。
中世、谷を通る街道は Via Francigena と呼ばれ、巡礼者たちがモン・スニ峠やヴァル・ディ・スーザを通ってローマに向かった。この街道は中世から19世紀に至るまで、最もよく使われたアルプス越えの街道のひとつであった。いくつかの修道院が、巡礼者たちの世話をするために設立された。たとえば、726年に山麓に建設された Novalesa Abbey であり、記念碑的な Sacra di San Michele 修道院である。

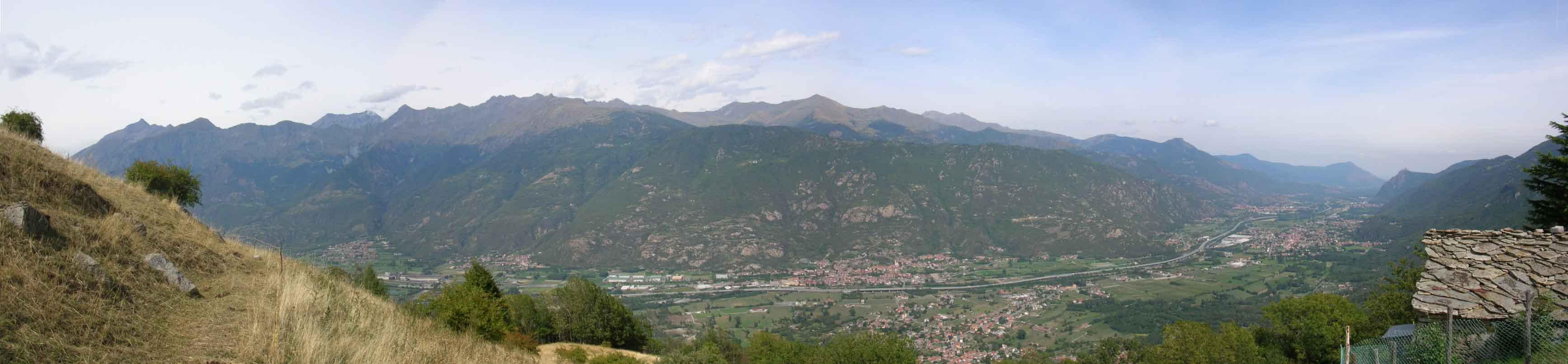
ヴァル・ディ・スーザの下流域（バッサ・ヴァル・ディ・スーザ）